# Anconastes vesperus
L'anconaste (Anconastes vesperus) è un anfibio estinto, appartenente ai dissorofoidi. Visse nel Carbonifero superiore (circa 300 milioni di anni fa) e i suoi resti fossili sono stati ritrovati in Nordamerica.

## Descrizione
Questo animale, lungo poche decine di centimetri, doveva essere molto simile ad altri animali più noti come Dissorophus o Cacops, ma se ne differenziava soprattutto per alcune caratteristiche craniche. Anconastes possedeva una grossa testa dalla forma pressoché triangolare se vista dall'alto, dotata di grandi orbite che si aprivano a circa metà del cranio. La caratteristica più peculiare era data dalla forma delle narici esterne, estremamente allungate e strette; altri anfibi simili possedevano questo tipo di strutture, come Acheloma, Fedexia e Phonerpeton. Anconastes era dotato di vertebre ben ossificate e di osteodermi molto piccoli ma ben sviluppati e ornamentati, non sovrapposti ma affiancati, che formavano una copertura simile a una corazza almeno sulla regione del tronco.

## Classificazione
Anconastes vesperus venne descritto per la prima volta nel 1987 sulla base di resti fossili ritrovati nella zona di El Cobre Canyon, nella formazione Cutler del Nuovo Messico, risalente alla fine del Carbonifero e all'inizio del Permiano. L'orizzonte geologico da cui provengono i resti di questo animale dovrebbe essere però del Carbonifero superiore. 
Anconastes è considerato un membro dei trematopidi, un gruppo di anfibi paleozoici caratterizzati da un'insolita morfologia della regione nasale, che forse ospitava ghiandole del sale. Anconastes è uno dei trematopidi più antichi e anche uno dei più basali. La scoperta di questo animale ha rafforzato l'ipotesi che i trematopidi fossero strettamente imparentati con i dissorofidi, un'altra famiglia di anfibi paleozoici dalle abitudini terrestri.

## Paleoecologia
Come tutti i trematopidi, anche Anconastes doveva essere un piccolo cacciatore dalle spiccate attitudini terricole.